# Stefan Jonas

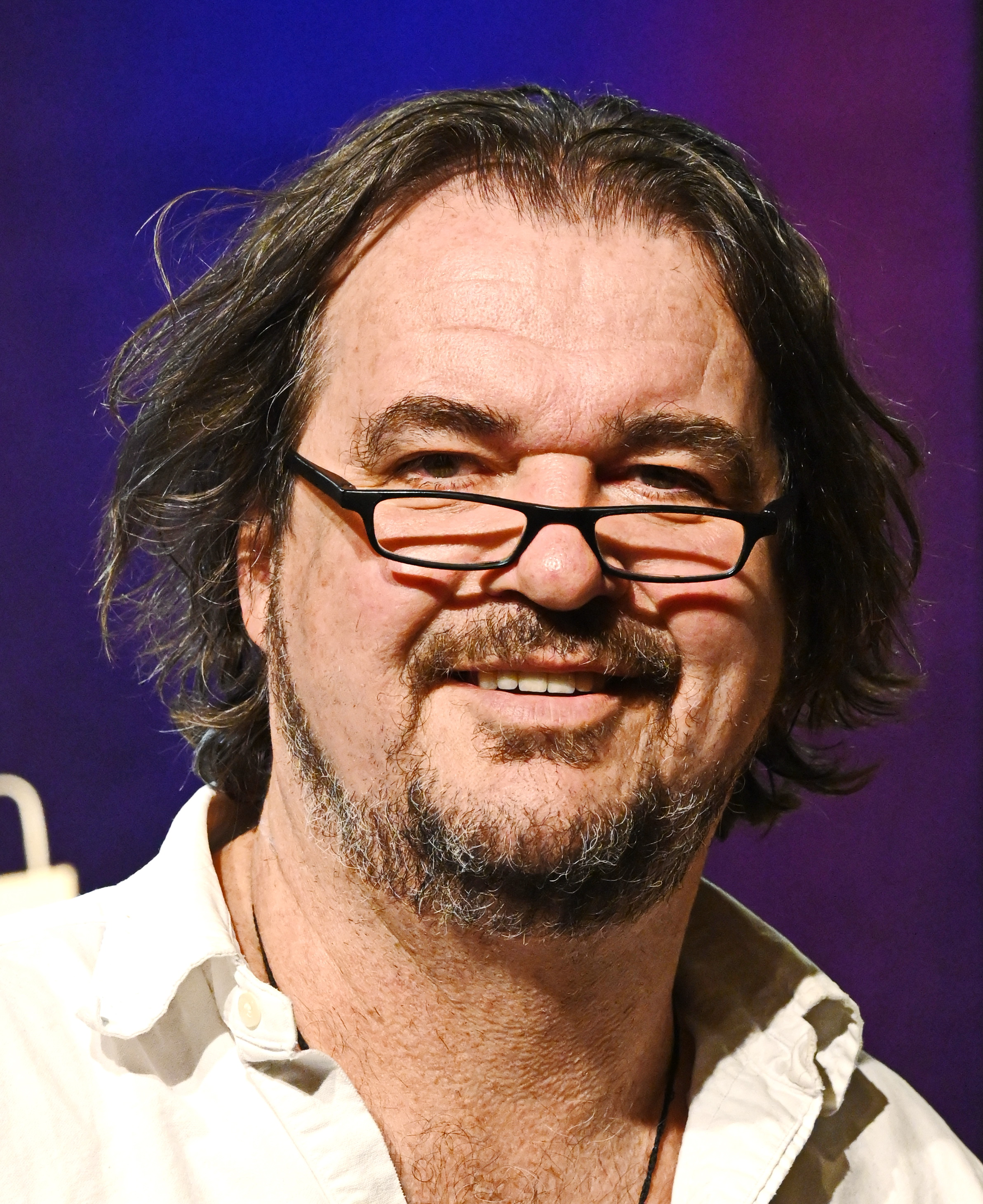
Stefan Jonas (2021)

Stefan Jonas (* 25. August 1965 in Köln) ist ein deutscher Filmschaffender und Unternehmer.

## Leben und Werk
Stefan Jonas  wuchs in Oberursel in der Nähe Frankfurts auf. Nach der Schule absolvierte er von 1982 bis 1984 eine Ausbildung zum Fotografen, nach deren Abschluss er bis 1986 als Volontär und Kamera-Assistent beim Hessischen Rundfunk tätig war. Anschließend arbeitete er freiberuflich als Kameramann für Werbung und Dokumentationen. Es folgten 1987 die Gründung der Jonas Filmproduktion GmbH sowie erste Kurzfilme und Theater-Regieassistenzen. Längere Auftragsproduktionen führten ihn nach Russland, in die USA, nach Kanada und England.
Als junger Kameramann für TV-Werbung lernte er seine späteren Gründungspartner des digitalen Postproduktionsunternehmens Das Werk kennen. Aus der zunächst kleinen Kreativwerkstatt entwickelte sich ab 1991 ein Unternehmen für digitale Spezialeffekte in Fernsehen und Kino mit Filialen in Deutschland, Europa und den USA. Neben der Geschäftsführung akquirierte er weltweit Projekte für Postproduktionen, unter anderem Duell – Enemy at the Gates, The Pianist, Lola rennt. 1995 produzierte er den englischen Spielfilm Seven Servants, mit Anthony Quinn in der Hauptrolle, in dem er auch Co-Regie führte. Das Werk ging 1999 an die Börse.
Fortan konzentrierte sich Jonas auf die Produktion und Regie internationaler Spielfilme. Im Jahr 2000 gründete er die internationale Filmproduktion Frame Werk Produktion GmbH&Co KG und produzierte mit Rave Macbeth den weltweit ersten HD-Spielfilm. Er war Executive Producer der kanadischen Science-Fiction-Fernsehserie Starhunter mit Michael Paré (22 Episoden).
In Zusammenarbeit mit Banken, Sales-Agents, Verleihern und Produzenten entstanden Filme wie The Company oder Eulogy, produziert von Steven Haft mit u. a. Debra Winger. Als Co-Produzent war er verantwortlich für Out Of Sale, (mit u. a. Dennis Hopper, Gina Gershon und Dominique Swain), Digital Jesus (mit u. a. Armand Assante,) und Modigliani (mit u. a. Andy Garcia). Zusätzlich beriet Jonas den Vorstand der Cinemedia AG im Bereich internationale Geschäftsentwicklung und Filmproduktions-Finanzierung. Von 2005 bis 2010 war er Mitgründer, Partner und Co-Geschäftsführer des Privat-Equity Funds Silverreel, der in internationale Spielfilme investiert. Seine Filmproduktion wurde in Open Circle Media Produktion GmbH & CoKG umbenannt.
Seit 2004 führte er auch Regie in Fernsehserien wie Unter uns und Die Anrheiner. Seit Ende 2005 inszenierte er über 1100 Folgen von Sturm der Liebe. 2021 führte er Regie im Theaterstück Meier, Müller, Schulz von Marc Becker, das live mit vier Kameras übertragen wurde.

### Privates
Kurz nach der Gründung von Das Werk lernte Jonas seine erste Ehefrau kennen. Aus der Ehe stammen zwei Töchter und ein Sohn. Jonas lebt in München und hat dort mit seiner Lebensgefährtin ein gemeinsames Kind.
Seit Jahren hält er Lesungen in sozialen Einrichtungen.

## Auszeichnungen
Für folgende Industriespielfilme erhielt Stefan Jonas 1. Preise beim Deutschen Wirtschaftsfilmpreis: Die Neueinführung (1999), Über-Gewicht (2000), Blind Date (2001). Letzterer erhielt auch den 1. Preis beim Grand Prix 2002.

## Filmografie
- 1990: Paula Becker Modersohn (60 Min. Spieldokumentation – Regie und Produktion)
- 1994: Straße ist ansteckend (60 Min. TV –Spielfilm, Regie, Produktion (das Werk))
- 1995: Seven Servants (90 Min. Kinofilm UK, Produktion, Co-Regie)
- 1996: The World’s Best Sellers (Dokumentation, Executive Producer, Kamera)
- 1999: Die Neueinführung (Industrie – Spielfilm, Deutscher Wirtschaftsfilmpreis, 1. Preis)
- 1999: Requiem für eine romantische Frau (Produktion)
- 2000: Celluloid Baby (Dokumentarfilm, Producer)
- 2000: Heavy Metal 2000 (Animationsfilm, associate producer)
- 2000–01: Starhunter (16 Episoden), executive (co)- producer
- 2000: Über-Gewicht (Industrie-Spielfilm, Deutscher Wirtschaftsfilmpreis 2. Preis, Deutschsprachiger Wirtschaftsfilmpreis Wien 3. Preis)
- 2001: Ritter Sport (Industrie-Spielfilm mit Max Feldner)
- 2001: Blind Date (Industrie-Spielfilm, Deutscher Wirtschaftsfilmpreis 1. Preis, Grand Prix 2002 1. Preis)
- 2001: Legion of the Dead (associate producer)
- 2001: Rave Macbeth (Thriller, producer)
- 2003: Sumuru (Science-Fiction executive producer)
- 2003: Poem – Ich setzte den Fuß in die Luft und sie trug (executive producer)
- 2003–2004: CIC-Zentrum (Industrie-Spielfilm, Südafrika, Regie, Produktion)
- 2004: The Company (Music/Drama, executive producer)
- 2004: Eulogy (executive producer)
- 2004: Modigliani (Drama, co-producer)
- 2004: Wake of Death (co-producer)
- 2004: The Defender (co-producer)
- 2004: Out of Season (co-producer)
- 2005: Dot.Kill (Krimi, co-producer)
- 2005: House of 9 (Drama/Horror, co-producer)
- 2005: Havoc (co-producer)
- 2005: Unter Uns (ca. 40 Folgen, Regie, RTL)
- 2006: The Number One Girl (Action/Drama, co-producer)
- seit 2006: Sturm der Liebe (ARD)
- 2006–2007: Die Anrheiner (Regie, TV-Serie (WDR))
- 2008: Kaninchen & Co (TV-Fernsehspiel, Regie, (ZDF))
- 2010: Patagonia (Spielfilm UK, executive producer)
- 2011: Geschichten aus den Bergen (TV-Serie, Regie)
- 2021: Meier, Müller, Schulz (Theaterstück (Marc Becker), Regie, Live-Schnitt, Live-Streaming)